# 波陂雀麦
波陂雀麦（学名：Bromus popovii）为禾本科雀麦属下的一个种。

## 扩展阅读
- 維基物種上的相關：波陂雀麦